# Apeadero de Gondifelos
El Apeadero de Gondifelos, originalmente denominada Estación de Gondifellos, es una plataforma ferroviaria desactivada de la Línea de Porto a Póvoa y Famalicão, que servía a la localidad de Gondifelos, en el ayuntamiento de Vila Nova de Famalicão, en Portugal.

## Historia
El tramo entre Famalicão y Fontaínhas de la Línea de Porto a Póvoa y Famalicão, donde este apeadero se sitúa, entró en servicio el 12 de junio de 1881.
En 1913, poseía la categoría de estación, y se denominaba Gondifellos.
Esta estación recibió menciones honorarias en los Concursos de las Estaciones Floridas de 1954, 1958 y 1959.